# Kamil Saidov
Kamil Saidov (tadjik : Комил Саидов), né le 25 janvier 1989en RSS du Tadjikistan, aujourd'hui Tadjikistan, est un joueur de football international tadjik qui évolue au poste d'attaquant.

## Biographie

### Carrière en club
Avec le club du TadAZ Tursunzoda, il joue cinq matchs en Coupe de l'AFC lors de l'année 2013. Lors de cette compétition, il inscrit un but contre l'équipe libanaise du Safa Beyrouth.

### Carrière en sélection
Kamil Saidov inscrit quatre buts en équipe du Tadjikistan.
Il inscrit un but lors de l'année 2006 contre le Kazakhstan, puis deux buts lors de l'année 2007, contre l'Azerbaïdjan et le Kazakhstan. Il marque un dernier but lors de l'année 2011 contre la Syrie.
Il participe avec le Tadjikistan à l'AFC Challenge Cup en 2006, alors qu'il est âgé de seulement 17 ans. Le Tadjikistan remporte cette compétition en battant le Sri Lanka en finale.
Il participe également aux éliminatoires du mondial 2010, aux éliminatoires du mondial 2014, et aux éliminatoires du mondial 2018.

## Palmarès

### Palmarès en club
| TadAZ Tursunzoda - Championnat du Tadjikistan : - Vice champion : 2009, 2010 et 2012. - Coupe du président de l'AFC (1) : - Vainqueur : 2009. |  | Istiqlol Douchanbé \| - Championnat du Tadjikistan (1) : - Champion : 2014. - Coupe du Tadjikistan (1) : - Vainqueur : 2014. \| \| - Supercoupe du Tadjikistan (1) : - Vainqueur : 2014. \| |
| - Championnat du Tadjikistan (1) : - Champion : 2014. - Coupe du Tadjikistan (1) : - Vainqueur : 2014.                                        |  | - Supercoupe du Tadjikistan (1) : - Vainqueur : 2014. |

### Palmarès en sélection
Tadjikistan
- AFC Challenge Cup (1) :
  - Vainqueur : 2006.